# 大子町町民無料バス
大子町町民無料バス（だいごまちちょうみんむりょうバス）は茨城県久慈郡大子町のコミュニティバスである。「みどり号」の愛称がある。茨城交通が受託している。

2009年4月1日にそれまでの患者輸送車から町民無料バスに変わり、通院者以外も利用できるようになった。。

## 現行路線

### 生瀬コース
- 生瀬小入口 - 根本 - 取上 - 家戸内 - 中平 - 外大野 - 西日照 - 川山宿 - 宿平 - 池田 → 町内病院 / ← 大子駅前 ← 泉町新道

下りは町内病院行、上りは泉町新道発大子駅経由となる。

月曜運転（但し休日は運休）

### 生瀬小学校コース
- 生瀬小入口 - 西日照 - 川山宿 - 給食センター前 - 池田 → 町内病院 / ← 大子駅前 ← 泉町新道

下りは町内病院行、上りは泉町新道発大子駅経由となる。

木曜運転（但し成瀬小学校休校日は運休）

### 生瀬・下野宮コース
- 生瀬小入口 - 外大野 - 薄木 - 高藪下 - 長崎 - 下野宮宿 - 川山宿 - 宿平 - 池田学校前 → 町内病院 / ← 大子駅前 ← 泉町新道

下りは町内病院行、上りは泉町新道発大子駅経由となる。

火曜運転（但し休日は運休）

### 佐原・依上コース
- さはら小 → 初原支所 → 立岩坪 → 上郷 → 依上 → 黒羽根道 → 町内病院
- さはら小 ← 初原支所 ← 依上 ← 上郷 ← 立岩坪 ← 黒羽根道 ← 大子駅前 ← 泉町新道

月曜運転（但し休日は運休）

### さはら小学校コース
- さはら小 - 初原支所 - 黒羽根道 → 町内病院 / ← 大子駅前 ← 泉町新道

下りは町内病院行、上りは泉町新道発大子駅経由となる。

水・木・金曜運転（但しさはら小学校休校日は運休）

### 槙野地・浅川コース
- さはら小 - 関の田和 - 森の前 - 後場 - 地瀬 - 中井 - 浅川駐在所前 → 町内病院 / ← 大子駅前 ← 泉町新道

下りは町内病院行、上りは泉町新道発大子駅経由となる。

火曜運転（但し休日は運休）

### 黒沢東部コース
- 葛洞口 → 黒沢中学校前 → 北吉沢集会所前 → 唐竹久保 → 前の内 → 中郷入口 → 井戸ヶ沢入口 → 高田集会所 → 給食センター前 → 大子営業所 → 町内病院
- 給食センター前 ← 高田集会所 ← 井戸ヶ沢入口 ← 中郷入口 ← 前の内 ← 唐竹久保 ← 北吉沢集会所前 ← 黒沢中学校前 ← 葛洞口 ← 大子営業所 ← 大子駅前 ← 泉町新道

水曜運転（但し休日は運休）

### 黒沢西部コース
- 猿田 → 後冥賀上 → 蛇穴 → 門の井 → 黒沢中学校前 → 中郷入口 → 井戸ヶ沢入口 → 県境 → 下野宮宿 → 川山宿 → 給食センター前 → 大子営業所 → 町内病院
- 矢田岩鼻 ← 給食センター前 ← 川山宿 ← 下野宮宿 ← 県境 ← 井戸ヶ沢入口 ← 中郷入口 ← 黒沢中学校前 ← 門の井 ← 蛇穴 ← 後冥賀上 ← 猿田 ← 大子営業所 ← 大子駅前 ← 泉町新道

金曜運転（但し休日は運休）

### 上小川コース
- 栃原新田 - 宮本 - 冥賀平 - 上小川駅前 - 山造入口 - 所谷 - 割山 - 北田気 → 町内病院 / ← 大子駅前 ← 泉町新道

下りは町内病院行、上りは泉町新道発大子駅経由となる。

金曜運転（但し休日は運休）

### 上小川小学校コース
- 上小川小 - 上小川駅前 - 山造入口 - 所谷 - 割山 - 北田気 → 町内病院 / ← 大子駅前 ← 泉町新道

下りは町内病院行、上りは泉町新道発大子駅経由となる。

月・火・木曜運転（但し上小川小学校休校日は運休）

### 下小川コース
- 北富田 - 北沢集会所前 - 西金駅 - 長福 - 奥丸 - 山造入口 - 所谷 - 割山 - 北田気 → 町内病院 / ← 大子駅前 ← 泉町新道

下りは町内病院行、上りは泉町新道発大子駅経由となる。

水曜運転（但し休日は運休）

## 運賃
- 無料